# Poás
A Poás egy aktív tűzhányó Costa Ricában. Könnyű megközelíthetősége és látványos volta miatt a környező nemzeti parkkal együtt kedvelt turisztikai célpont.

## Földrajz
A növényzettel sűrűn borított vulkán az ország középső részén emelkedik, az innen délre néhány tucat kilométerre található San José de Costa Rica irányából gépjárművel is könnyen megközelíthető. Három krátere egy észak–déli irányú vonalon helyezkedik el, közülük kettőben krátertó található. A délebbi, a hideg, tiszta vizű, 400 méter átmérőjű, 14 méter mély Botos-tó egy olyan kráterben található, amely időszámításunk előtt 7000 évvel volt aktív, az északi, a Caliente-tó viszont meleg vízű (akár 50 °C-os is lehet), és egyike a világ legsavasabb természetes tavainak: pH-ja nulla körül van. Ennek a kráternek (amely a világon az egyik legnagyobb) 1320 méteres átmérője és 300 méteres mélysége van. A vulkánkitörések gyakran járnak együtt gejzírszerű vízkilövellésekkel is.

## Kitörései
A Poás igen aktív. Szénizotópos kormeghatározás segítségével már az időszámításunk előtti korból is 5 kitörését bizonyították, a középkorból kettőt, majd 1747-től kezdve bőséges történeti adat áll rendelkezésre. Ezek alapján tudjuk, hogy a vulkán aktivitást mutatott 1747-ben, 1828-ban, 1834-ben, 1860-ban, 1880-ban, 1888-tól 1891-ig, 1895-ben, 1898 végétől 1907-ig vagy 1908-ig, 1910 elején és őszén, 1914-ben, 1915-ben, 1916-ban, 1925-ben, 1929-ben, 1932-től 1934-ig, 1941-től 1946-ig, 1948-tól 1951-ig, 1952-től 1957-ig, 1958-tól 1961-ig, 1963-ban, 1964-től 1965-ig, 1967-ben, 1968-ban, 1969-ben, 1970-ben, 1972-től 1973-ig, 1974-től 1975-ig, 1976-ban, 1977-től 1978-ig, 1979-től 1980-ig, 1981-ben, 1987-től 1990-ig, 1991-ben, 1992-től 1993-ig, 1994-ben, 1996-ban, 2006-ban, 2008-ban, 2009-től 2014-ig, 2016-ban és 2017-ben is.

## A Volcán Poás Nemzeti Park
A Poás körül 1955-ben nemzeti parkot hoztak létre. A turisták számára látogatóközpontot építettek, de van a területen konferenciaterem, kézművestermék-bolt, mosdó és kávézó is. A területet borító köderdőkben gyakoriak a tölgyek és a Gunnera insignis nevű óriáslapuk. A madárvilág jellemző fajai a szürke koronáspinty, a Pezopetes capitalis nevű verébsármányféle, a Henicorhina leucophrys nevű ökörszemféle, a hegyi fülemülerigó, a lángfoltos kolibri, a rozsdás remetekolibri és a kvézál, az emlősök közül pedig a prérifarkas, a hosszúfarkú menyét, a Costa Rica-i vattafarkúnyúl, az amazóniai bűzösborz, a Deppe-mókus és a kilencöves tatu.

## Képek

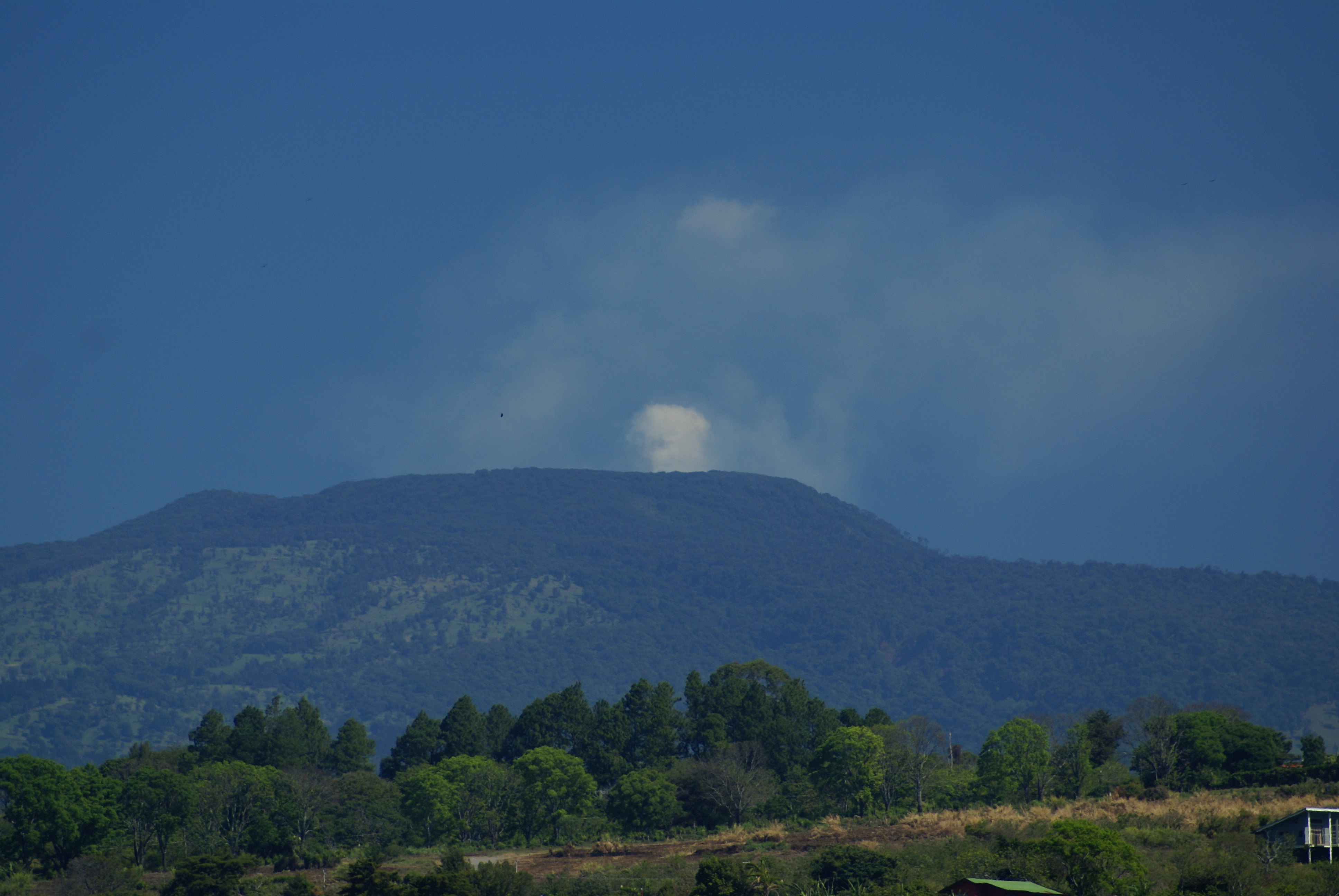
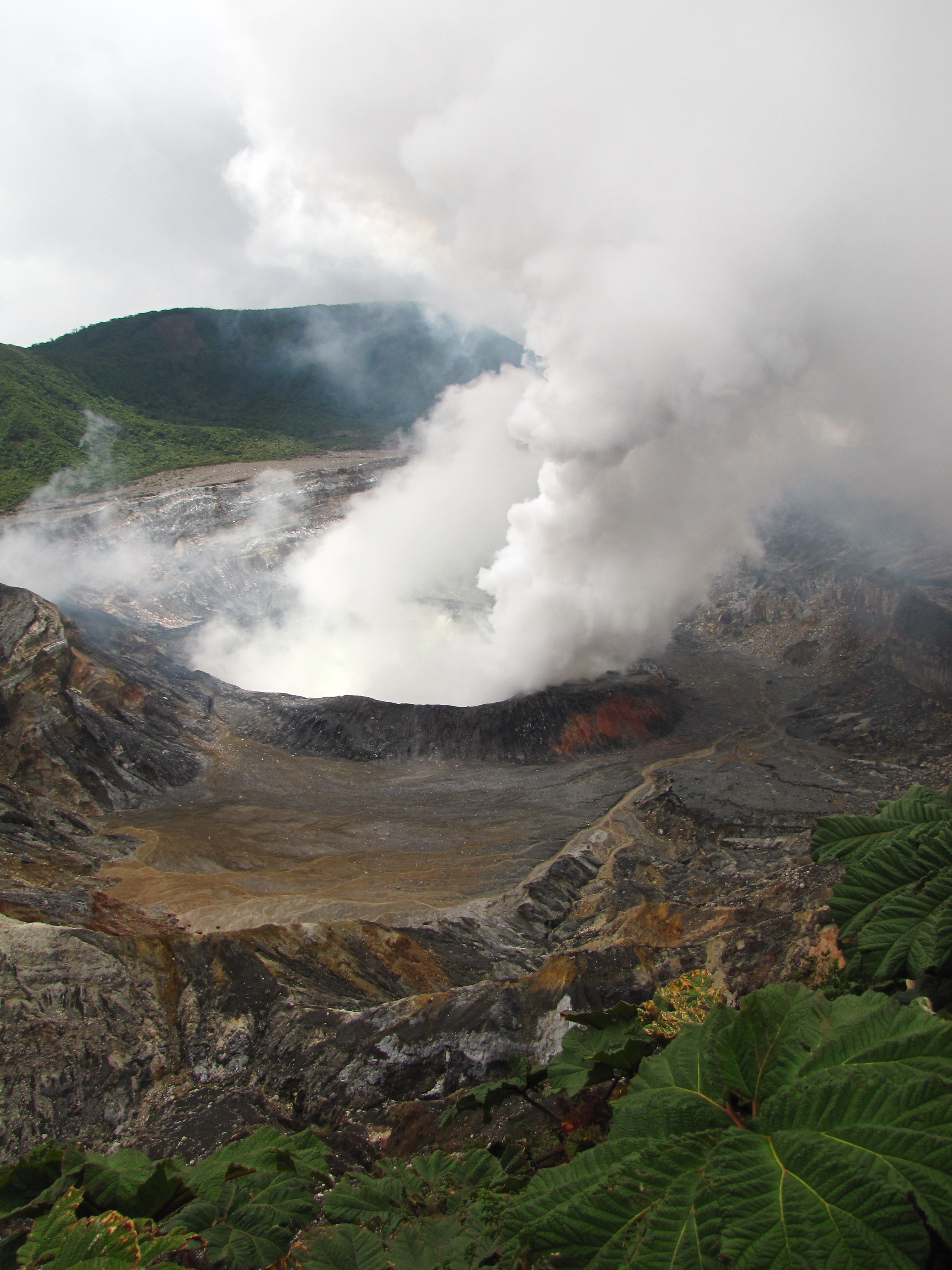
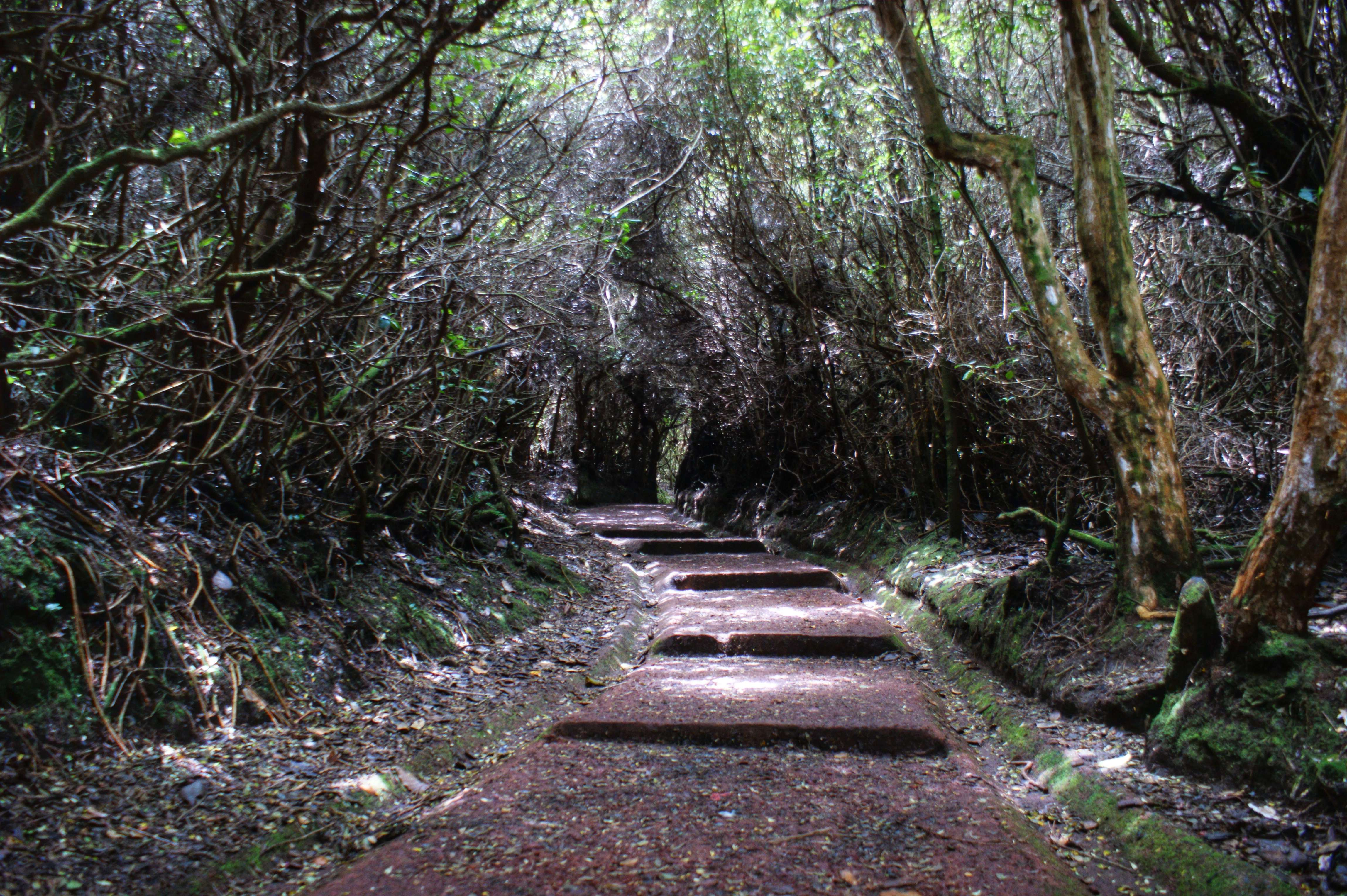
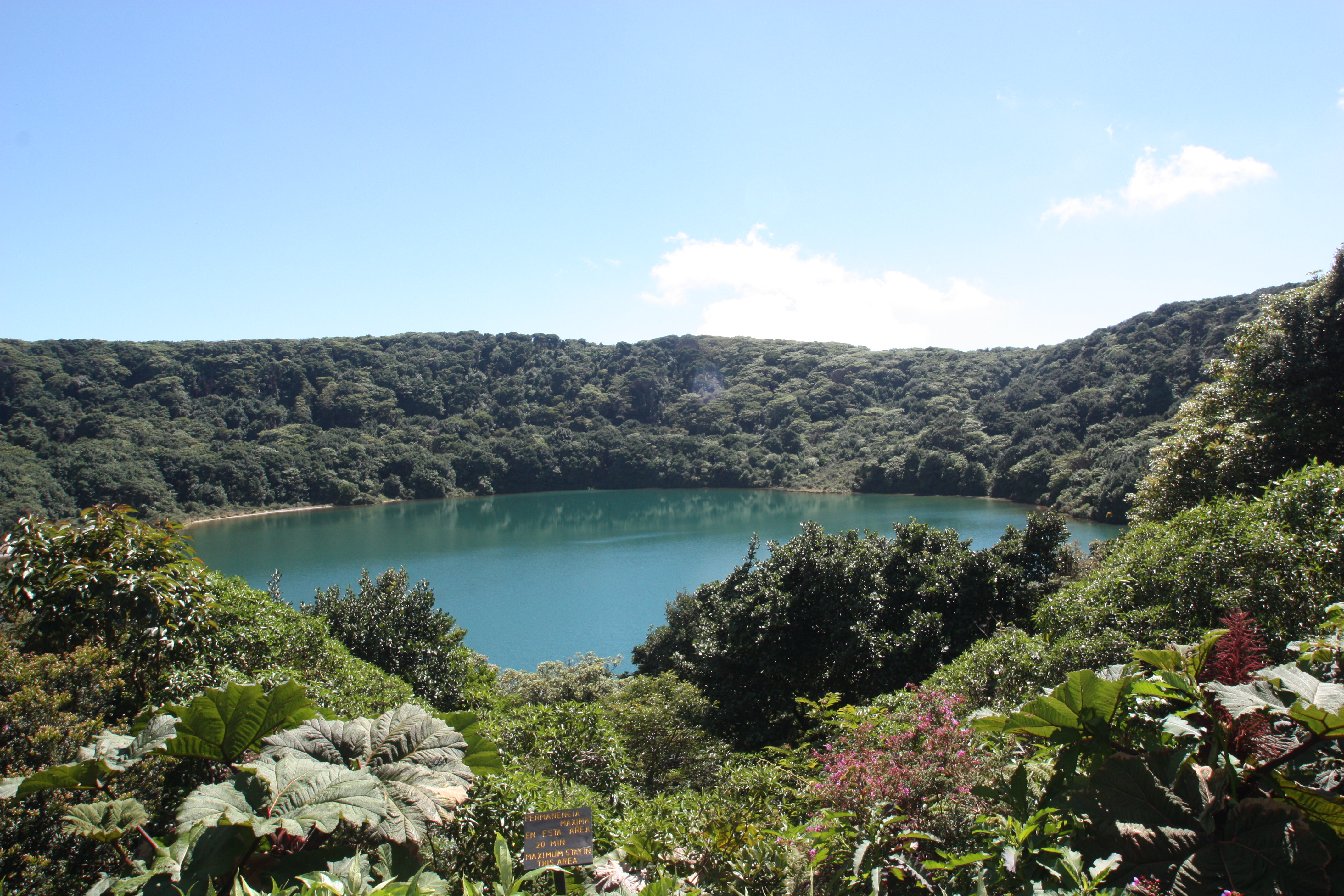
A Botos-tó
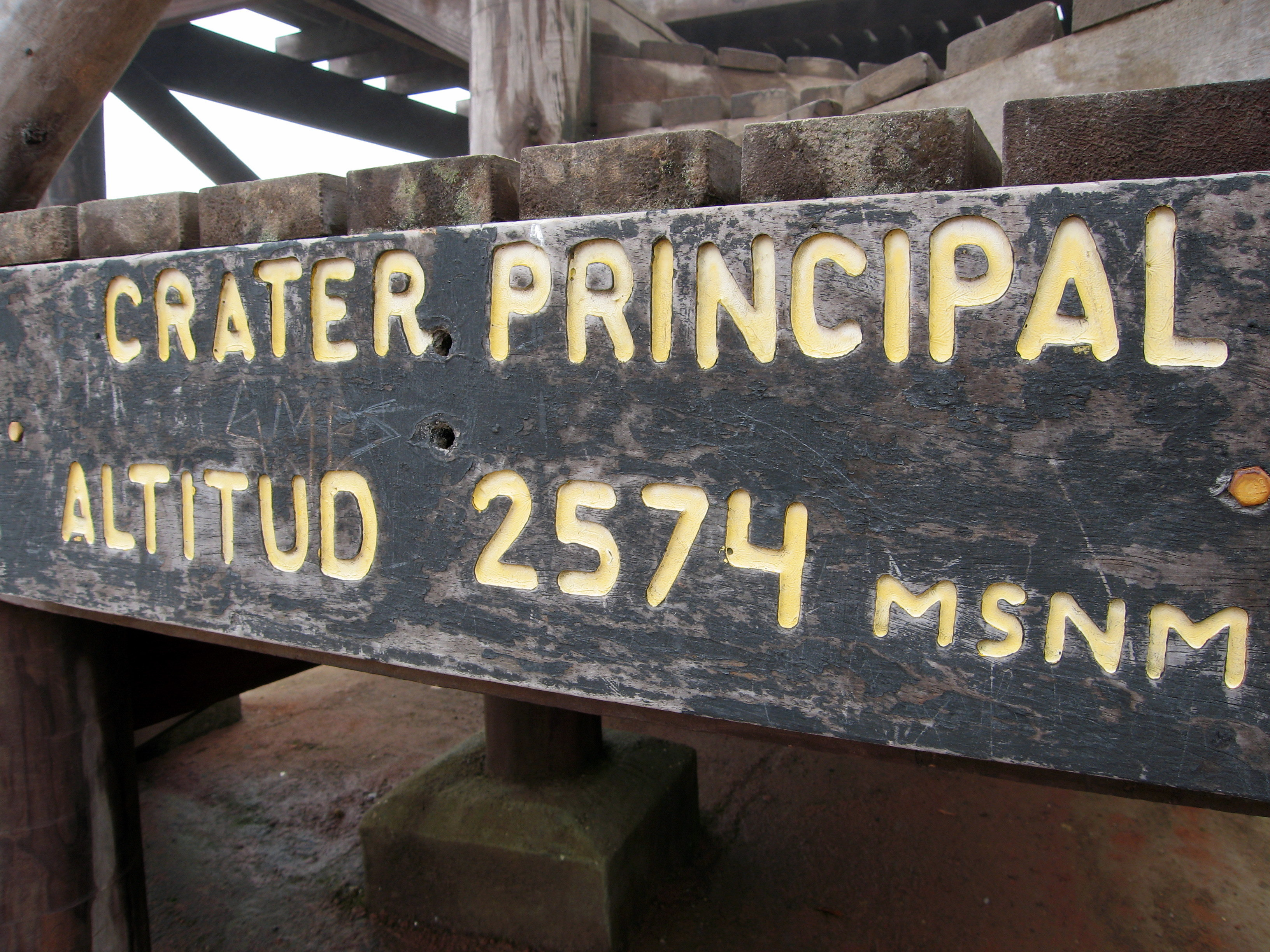